# كمنسيل سانتا
كمنسيل سانتا (الاسم العلمي:Cumminsiella santa) هو نوع من الفطريات يتبع جنس الكمنسيل من الفصيلة الشقرانية.